# Яроцин
Яроцин (пол. Jarocin, нем. Jarotschin)  —  город  в Польше, входит в Великопольское воеводство,  Яроцинский повят.  Имеет статус городско-сельской гмины. Занимает площадь 14,44 км². Население 25 805 человек (на 2004 год).